# هالئاکالا
هالئاکالا (Haleakalā) یا آتشفشان مائوئی خاوری یک آتفشان بزرگ است که ۷۵ درصد از مساحت جزیرهٔ مائوئی در ایالات هاوایی آمریکا را پوشانده است.